# Mézengúz
A Mézengúz (eredeti cím: Bee Movie) 2007-ben bemutatott amerikai 3D-s számítógépes animációs film, amely a 15. DreamWorks-film. Rendezői Steve Hickner és Simon J. Smith. Az animációs játékfilm producerei Jerry Seinfeld és Christina Steinberg. A forgatókönyvet Jerry Seinfeld, Spike Feresten, Barry Marder és Andy Robin írta, a zenéjét Rupert Gregson-Williams szerezte. A mozifilm a DreamWorks Animation gyártásában készült, a Paramount Pictures forgalmazásában jelent meg. Műfaja kalandos filmvígjáték.
Amerikában 2007. november 2-án, Magyarországon 2007. december 6-án mutatták be a mozikban.
A DreamWorks Animation vígjátéka az első film, aminek forgatókönyvét Seinfeld írta (aki egyúttal produceri feladatot is ellátott), három társával. A szereplők és a stáb között többen is akadnak, akik a humorista régóta futó, NBC-s Seinfeld című sitcomjának munkatársai voltak, így Spike Feresten és Andy Robin írók, illetve Michael Richards, Patrick Warburton és Larry Miller komikusok.
A film eredeti címe szójáték a B movie, azaz B-film kifejezéssel.

## Cselekmény
A tanulmányaival frissen végzett méhecskét, Barry Bee Bensont csalódottsággal tölti el, hogy csak egyetlen karrierlehetőség áll előtte – a mézkészítés. Mikor először merészkedik a külvilágba a kaptárból, megszegi a méhek világának egyik alapvető törvényét, s szóba áll egy emberrel, Vanessával, a New York-i virágárussal. Megdöbbenéssel tölti el a felfedezés, hogy az emberek évszázadok óta lopják és eszik a méhek mézét, s világossá válik előtte, hogy mire hivatott valójában az életben: a világot rendbe kell tennie, az emberiséget be kell perelnie a drága méz eltulajdonításáért. A pert megnyeri, így a létező összes mézet lefoglalják és visszaszolgáltatják a méheknek. Ám most, hogy a méhek hatalmas ellátmányra tettek szert, a munka fölösleges, s a dolgozók elvesztik állásukat, így a szorgos méhek kénytelenek pihenéssel tölteni dolgosnak szánt mindennapjaikat. Barry arra is ráébred, hogy ha a méhek a szükség hiányában nem porozzák be a virágokat, a növények elpusztulnak. Hogy a dolgokat visszazökkentsék a helyes kerékvágásba, Barrynek és Vanessának meg kell találnia a módot a virágok újbóli beporozására és a méhek munkaellátására, mielőtt a természeti egyensúly végleg megbicsaklik.

## Szereplők
| Szereplő               | Eredeti hang         | Magyar hang          |
| ---------------------- | -------------------- | -------------------- |
| Barry B. Benson        | Jerry Seinfeld       | Takátsy Péter        |
| Vanessa Bloome         | Renée Zellweger      | Pápai Erika          |
| Adam Flayman           | Matthew Broderick    | Lippai László        |
| Ken                    | Patrick Warburton    | Csík Csaba Krisztián |
| Layton T. Montgomery   | John Goodman         | Verebély Iván        |
| Jávorvér               | Chris Rock           | Görög László         |
| Janet Benson           | Kathy Bates          | Halász Aranka        |
| Martin Benson          | Barry Levinson       | Rosta Sándor         |
| Larry King-méh         | Larry King           | Koroknay Géza        |
| Ray Liotta             | Ray Liotta           | Forgács Péter        |
| Sting                  | Sting                | Epres Attila         |
| Döngicsei bírónő       | Oprah Winfrey        | Kocsis Mariann       |
| Döngölő dékán          | Larry Miller         | Besenczi Árpád       |
| Lou Lo Duca            | Rip Torn             | Papp János           |
| Bud Ditchwater         | Michael Richards     | Csizmadia Gergely    |
| Jackson, Pollen Vagány | Mario Joyner         | Bolla Róbert         |
| Spricc, Pollen Vagány  | Tom Papa             | Bordás János         |
| Klaus Vanderhayden     | Tom Papa             | Görbe Attila         |
| Zümm, Pollen Vagány    | David Herman         | Juhász György        |
| Zümmer Ferenc          | David Herman         | Bodrogi Attila       |
| Pilóta                 | David Herman         | Gardi Tamás          |
| Carl bácsi             | Jeff Altman          | Albert Péter         |
| Hector                 | David Moses Pimentel | Szabó Máté           |
| Andy                   | Chuck Martin         | Péter Richárd        |
| Freddy                 | Conrad Vernon        | Albert Gábor         |
| Jeanette Chung         | Tress MacNeille      | Sági Tímea           |
| Tehén                  | Tress MacNeille      | Kiss Anikó           |
| Sandy Shrimpkin        | Brian Hopkins        | Pipó László          |
| Ügynök                 | Brian Hopkins        | Papucsek Vilmos      |
| Sarah, riporternő      | Carol Leifer         | Mics Ildikó          |
| Jeff, riporter         | Geoff Witcher        | Gyevát Ottó          |
| Chet                   | Simon J. Smith       | Garamszegi Gábor     |
| Kamionsofőr            | Simon J. Smith       | Maróti Attila        |
| Gondnok                | John DiMaggio        | Bartók László        |
| Törvényszolga          | John DiMaggio        | Katona Zoltán        |
| Katicabogár            | Sean Bishop          | Szalai Imre          |
| Vízi-poloska           | Barry Marder         | Szokol Péter         |
| Kislány                | Olivia Mattingly     | Kardos Lili          |
| Bemondó                | Jim Cummings         | Orosz István         |
| Narrátor               | Jim Cummings         | Bozai József         |

További magyar hangok: Bor László, Czető Ádám, Előd Álmos, F. Nagy Erika, Fehér Péter, Fodor Kata, Frumen Gergő, Garamszegi Gábor, Gyevát Ottó, Horváth Gergely, Jeges Krisztián, Kiss Anikó, Kossuth Gábor, Láng Balázs, Lázár Erika, Lukácsi József, Maróti Attila, Németh Gábor, Orgován Emese, Orosz István, Papucsek Vilmos, Pipó László, Simon Aladár, Szalay Imre, Szegedi Anita, Tóth Andrea, Várnagy Kati, Zelei Gabriella

## Fogadtatás
A film kritikai visszhangja vegyesen alakult, a Rotten Tomatoes oldalán nagyjából megegyezik a filmet kedvelők és az ellentábor aránya az 53%-os értékelést tekintve.
Ron Rosenbaum író-újságíró a film üzenetét „gyermeki jelleggel totalitáriusnak” nevezte, azzal magyarázva, hogy „a film nem a gondolkodó méheket ünnepli, hanem azokat, amelyek belátják az önmagukra gondolás veszélyességét, elhagyják egyéniségüket, s a kaptár részévé válnak, a mézgyártó gépezet robotjává.”
A New York Times tudományos újságírója, Natalie Angier bírálattal illette a Mézengúz, egyúttal a Z, a hangya és az Egy bogár élete készítőit, amiért tévesen a hímeket tüntetik fel a rovarközösségek dolgozóiként. A lap kritikusa, A.O. Scott pozitív véleménnyel szolgált a filmről, szerinte „A leghitelesebb aspektusa a Mézengúznak, hogy játékidejéből sokat tölt el azzal, hogy boldogan zümmög körbe-körbe, miközben kiszagolja a friss vicceket, bárhol is virágozzanak.”

### Box office
A film a jegypénztáraknál jól teljesített. Észak-Amerikában 2007. november 2-án került a mozikba, s noha az első helyet nem tudta ekkor megszerezni, 38 millió dollárt hozott három nap alatt. Második hetére megfosztotta trónjától az Amerikai gengsztert; 25 milliós bevétellel ezúttal már elfoglalhatta a dobogó legfelső fokát. A mozik számára mozgalmas Hálaadás-hétvégét követően közel 112 millió dolláron áll bevételi mutatója, amit végül 126 millió dollárra növelt. Az Amerikai Egyesült Államokon és Kanadán kívül 160 millió dollárnak megfelelő összeget gyűjtött.

### Jelentősebb díjak és jelölések
| Díj              | Kategória              | Jelöltek | Nyert-e? |
| ---------------- | ---------------------- | -------- | -------- |
| Golden Globe-díj | legjobb animációs film |          |          |

## Televíziós megjelenések
- TV2, RTL Három
- Paramount Channel, Mozi+, Kiwi TV, Super TV2, Moziverzum